# Acoustic (álbum de Coldplay)
Acoustic es un EP promo lanzado por la banda británica Coldplay, en el año 2000. Este álbum contiene 4 canciones grabadas por la banda con Parlophone como sello discográfico.

## Listado de canciones
| N.º   | Título                                                        | Duración |  |
| 1.    | «Sparks»                                                      | 3:48     |  |
| 2.    | «Careful Where You Stand»                                     | 4:44     |  |
| 3.    | «Yellow» (Acoustic Version From Jo Whiley's Lunchtime Social) | 4:57     |  |
| 4.    | «See You Soon»                                                | 2:48     |  |
| 21:10 |                                                               |          |  |